# خانه ابهری
خانه ابهری مربوط به دوره قاجار است و در خوانسار، محله تاریخی رئیسان، خیابان آیت ا خوانساری واقع شده و این اثر در تاریخ ۱۰ خرداد ۱۳۸۲ با شمارهٔ ثبت ۹۰۵۲ به‌عنوان یکی از آثار ملی ایران به ثبت رسیده است.